# تئاتر گلوب
تئاترِ گلوب یا تماشاخانهٔ گلوب (انگلیسی: Globe Theatre) یک سالن نمایش مرتبط با ویلیام شکسپیر در لندن انگلستان بود که در سال ۱۵۹۹ ساخته شده بود.
این تئاتر که در زمین توماس برند در منطقه سات‌ارک لندن ساخته شده بود محل اجرا نمایش‌نامه‌های ویلیام شکسپیر محسوب می‌شد، این سالن در ۲۹ ژوئن ۱۶۱۳ در آتش سوخت و یک سال بعد دوباره بازسازی شد اما در سال ۱۶۴۲ برای همیشه بسته شد. سالن شکسپیرز گلوب با الهام از تئاتر گلوب در سال ۱۹۹۷ ساخته شده‌است.